# Boris Holban

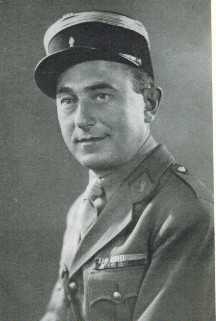
Boris Holban in französischer Uniform (nach 1944). Urheberrechte unklar

Boris Holban (geboren als Boris Bruhman 1908 in Otaci, Russisches Kaiserreich; gestorben am 27. Juni 2004 in Étampes, Frankreich) war ein jüdisch-rumänischer Kommunist und französischer Résistance-Offizier.

## Biografie
Boris Holban wurde als Boris Bruhman in einer jüdischen Familie in Bessarabien geboren, das ab 1918 zum Königreich Rumänien gehörte. 1930 trat er der damals verbotenen Rumänischen Kommunistischen Partei (PCR) bei. Nach mehrfachen Verhaftungen legte er in Brünn das Examen als Textilingenieur ab. Er kam 1938 nach Frankreich und meldete sich bei Ausbruch des Zweiten Weltkriegs als ausländischer Freiwilliger zur französischen Armee.

### Résistance-Führer
Nach Eroberung Frankreichs durch die Deutschen wurde er aus dem Militärdienst entlassen und er wurde in Paris Anführer der 1941 gegründeten FTP-MOI (Francs-tireurs et partisans - Main-d'œuvre immigrée), der Zweiten Abteilung der FTP, die größtenteils Immigranten umfasste. Er führte die FTP-MOI von Juni 1942 bis Juli 1943, als der Armenier Missak Manouchian die Führung übernahm. Nach Manouchians Verhaftung im November 1943 und der Zerschlagung der Gruppe Manouchian, die im Pariser Raum operierende Gruppierung der FTP-MOI, übernahm er wieder die Führung bis August 1944, dem Zeitpunkt der Befreiung Frankreichs. Als Führer der FTP-MOI leitete er zahlreiche Anschläge gegen die deutschen Besatzer. Von in der zweiten Jahreshälfte 1942 insgesamt 70 überlieferten Aktionen der FTP gegen die Besatzungsmacht wurden allein 27 von der FTP-MOI ausgeführt. Im ersten Halbjahr des Jahres 1943 wurden insgesamt 92 Aktionen gegen die Besatzer ausgeführt, 32 davon von der FTP-MOI.

### Nach dem Zweiten Weltkrieg
Nach dem Ende des Zweiten Weltkriegs kehrte er 1945 nach Rumänien zurück. Er wurde dort zum Oberstleutnant ernannt, wurde aber später Opfer antisemitisch motivierter „Säuberung“ der rumänischen Streitkräfte. Holban arbeitete bis zu seiner Pensionierung 1975 als Direktor einer Textilfabrik.

### Rückkehr nach Frankreich
1984 kehrte er nach Frankreich zurück, wo er 1989 seine Memoiren veröffentlichte (Testament, 1989). 1994 erhielt er die französische Staatsbürgerschaft und wurde in die französische Ehrenlegion (Légion d'honneur) aufgenommen.

## Kontroverse
In seinen Memoiren bestritt er die Gerüchte, denen zufolge er eine Rolle bei der Verhaftung der 23 Mitglieder der – mit der Affiche rouge bekannt geworden – Gruppe Manouchian im November/Dezember 1943 gespielt haben soll.

## Schriften
- Testament – Après quarante-cinq ans de silence, le chef militaire des FTP-MOI de Paris parle, Calmann-Lévy, 1989, ISBN 2-7021-1778-3
- Hélène Studler, la passeuse de liberté; la vie héroïque d’une religieuse, grande patriote et grande résistante messine. Gérard Klopp Éditeur, 1999, ISBN 978-2-911992-35-3